# Journal of Egyptian Archaeology
El Journal of Egyptian Archaeology (JEA) o Revista de Arqueología Egipcia es una revista académica internacional revisada por pares, con periodicidad semestral publicada por la Egypt Exploration Society (Sociedad de Exploración de Egipto). 
Cubre la investigación egiptológica, publicando artículos académicos, informes de trabajo de campo y reseñas de libros sobre egiptología. Los artículos se publican principalmente en inglés, aunque se aceptan contribuciones en alemán o francés cuando sea apropiado.
El JEA fue establecido en 1914 por el Fondo de Exploración de Egipto. Entre sus editores están varios egiptólogos prominentes, incluidos Alan Gardiner (1916–21, 1934, 1941–46); T. Eric Peet (1923–1934) y Battiscombe Gunn (1935–1939). La actual editora en jefe (2021) es Claudia Näser del University College de Londres.